# Sjösjön, Ångermanland
Sjösjön är en sjö i Härnösands kommun i Ångermanland och ingår i Gådeån-Indalsälvens kustområde. Sjön har en area på 0,536 kvadratkilometer och ligger 35,2 meter över havet. Sjön avvattnas av vattendraget Byån.

## Delavrinningsområde
Sjösjön ingår i det delavrinningsområde (694277-160340) som SMHI kallar för Utloppet av Sjösjön. Medelhöjden är 107 meter över havet och ytan är 13,34 kvadratkilometer. Räknas de 7 avrinningsområdena uppströms in blir den ackumulerade arean 38,68 kvadratkilometer. Avrinningsområdets utflöde Byån mynnar i havet. Avrinningsområdet består mestadels av skog (82 procent). Avrinningsområdet har 0,53 kvadratkilometer vattenytor vilket ger det en sjöprocent på 3,9 procent.